# 田壘
田壘（ティエン・レイ、Tien Lei、1983年6月1日 - ）は、台湾高雄市出身で、台湾の半プロバスケットボールリーグである超級籃球聯賽（通称SBL）の達欣虎（達欣工程、Dacin Tigers）に所属する台湾代表のバスケットボール選手である。身長203cm、体重86kg。ポジションはスモールフォワード。

## 人物
アジア人とは思えないほどの高い身体能力を持つ、台湾バスケット界きってのスラムダンカー。長い腕と共に、驚異的な跳躍力でミドルレンジからも強烈なダンクをすることができる。ヘルプディフェンスへの反応も良く、そこから跳躍力を存分にいかしたブロックショットも持つ。また、スリーポイントシュートもうまい。台湾版ケビン・ガーネットと言われている。2005年シーズン前にはNBAのサクラメント・キングスのトレーニングキャンプにも招待されている。

## キャリア概観
2000年にHBL (High School Basketball League) においてMVPを受賞。同年U-18台湾代表に選ばれる。翌年2001年には台湾A代表に選ばれる。2003-2004年シーズンには21歳ながらSBLにおいてMVPを受賞。同シーズンにはSBLファーストチームに選出。以後、2005-2006年シーズンまで、3シーズン連続でSBLのファーストチーム入りを果たし、2005-2006年シーズンにはSBLで早くも2度目のMVPを受賞。2005年にはNBAのサクラメント・キングスのトレーニングキャンプにも招待される。